# セフェリノ・ガルシア
セフェリノ・ガルシア（Ceferino Garcia、1906年8月26日 - 1981年1月1日）は、フィリピン出身の元プロボクサー。マニラ生まれ。元世界ミドル級チャンピオン（ニューヨーク州公認）。東洋人初の世界ミドル級チャンピオンになった選手として知られている。

## 略歴
1932年から米国のリングで活躍。強靱な腕力を利したボロ・パンチ（手打ちのアッパーカット）を武器に1937年9月23日、バーニー・ロスの持つの世界ウェルター級王座に挑むが判定負け。1938年11月25日、今度はロスを破った鉄人ヘンリー・アームストロングに挑戦したが、これも判定負け。その後階級を上げ、1939年10月、ニューヨーク州公認世界ミドル級の王座にあったフレッド・アポストリを7回KOに破り、遂に世界王者となる。東洋人初の世界ミドル級チャンピオンとなった。
1940年3月1日、四階級制覇を狙うヘンリー・アームストロングと再び相見える。アームストロングの巧技に得意の強打は不発に終わったが、引分けで王座を死守した。
同年5月、ケン・オバーリンに15回判定負け、タイトルを失った。

## 通算戦績
88勝（62KO）25敗9引分け